# Apodacra brahicera
Apodacra brahicera är en tvåvingeart som beskrevs av Boris Borisovitsch Rohdendorf 1925. Apodacra brahicera ingår i släktet Apodacra och familjen köttflugor.
Artens utbredningsområde är Turkmenistan. Inga underarter finns listade i Catalogue of Life.